# Choronas
Choronas é um grupo brasileiro de choro criado em 1994 por musicistas paulistas de formação erudita e formado por Gabriela Machado na flauta, Ana Cláudia César no cavaquinho, Paola Picherzky no violão e Roseli Câmara na percussão. Além do choro, o grupo toca baião, maxixe e samba. 
A partir de 2012, a percussionista Miriam Cápua passou a integrar o grupo no lugar de Roseli. E em 2015 a flautista e compositora Maicira Trevisan foi convidada a fazer parte do trabalho por conta da saída da flautista anterior. 
O grupo lançou em 2008 seu primeiro álbum independente: "O Brasil Toca Choro". Este álbum reúne obras inéditas de compositores das variadas regiões do Brasil além de clássicos como Brejeiro, Apanhei-te cavaquinho, Assanhado, etc. O álbum é resultado da turnê que o grupo realizou em 2005 pelo Brasil, comemorando seus dez anos de existência. 
Em 2017, no seu 22º ano de atuação, já tem planos para a gravação de seu 4º álbum, com cara nova e duas novas integrantes que vieram somar suas experiências a este consagrado e sólido trabalho.

## Discografia
O grupo Choronas gravou os seguintes álbuns:
- 2020 - Choronas 25+.[1]
- 2018 - Choronas - Sampa.[2]
- 2008 - O Brasil Toca Choro, resultado da turnê de dez anos das Choronas.[3][4]
- 2003 - Choronas Convida, com convidados como Alceu Maia, Grupo Madeira de Vento e Roberto Sion.[4]
- 2000 - Atraente, com obras de Chiquinha Gonzaga, Hermeto Paschoal, Jacob do Bandolim, e Waldir Azevedo.[5][4]

## Ana Claudia Cesar
Ana Claudia Cesar (São Paulo, 1967) é uma cavaquinista brasileira. Foi uma das fundadoras do grupo feminino de choro chamado Choronas, em 1995.

### Carreira
Estudou na Fundação das Artes de São Caetano do Sul e na Faculdade Alcântara Machado, em São Paulo. Em 1995, Ana Cláudia César (cavaquinho) fundou o grupo Choronas, com Gabriela Machado (flauta) e Roseli Câmara (percussão). O intuito do grupo formado por musicistas de formação erudita e que toca em pé em suas apresentações é divulgar e valorizar as musicistas brasileiras e os ritmos nacionais. Tocam choro, baião, maxixe e samba. Uma segunda formação do grupo foi com Maicira Trevisan (flauta transversal), Paola Picherzky (violão de sete cordas) e Miriam Capua (percussão).
As primeiras apresentações do grupo foram realizadas na loja de instrumentos musicais Contemporânea, de “seu” Miguel. Choronas gravou cinco CDs e um Songbook, e vem realizando turnês pelo Brasil e pelo Exterior. "Ao longo de mais de 25 anos de estrada, o grupo realizou apresentações em países como Suécia, Portugal e Peru, turnês em diversas capitais brasileiras e no Estado de São Paulo".